# Fort Saganne
Fort Saganne (bra: Forte Saganne: O Herói do Deserto; prt: Forte Saganne) é um filme de guerra francês de 1984 dirigido por Alain Corneau e estrelado por Gérard Depardieu, Catherine Deneuve, Sophie Marceau e Philippe Noiret. Baseado no romance homônimo de 1980, de Louis Gardel, o filme é sobre um soldado de origem humilde que se voluntaria para servir no Saara em 1911. O jovem Tenente Saganne vive a solidão num forte isolado onde, sempre acompanhado do seu leal sargento árabe Embarek, explora o deserto africano em nome da França com os cameleiros nativos e vive um triângulo amoroso com as duas mulheres da sua vida, Louise e Madeleine.
Fort Saganne foi lançado em 11 de maio de 1984, sendo exibido fora de competição no Festival de Cinema de Cannes de 1984. Na época de sua produção, um épico de três horas, Fort Saganne era o filme de maior orçamento da França. O filme obteve 2.157.767 entradas na França, com 585.808 só em Paris. Em 1985, o filme foi indicado a quatro prêmios César, de Melhor Ator (Gérard Depardieu), Melhor Fotografia (Bruno Nuytten), Melhor Figurino (Corinne Jorry, Rosine Delamare) e Melhor Som.

## Sinopse
O jovem Tenente Charles Saganne, um humilde soldado de origem camponesa mas de grande coragem e vontade forte, sem interesse pela vida de guarnição na França, se voluntaria para explorar o deserto do Saara, então a desconhecida fronteira mais austral do império colonial francês. Lá ele é colocado sob as ordens do aristocrático Coronel Dubreuilh e ao comando dos cameleiros nativos, os meharistas chaamba. Saganne é um homem de diligência e convicção, e aborda a sua missão de pacificação do no Saara com as mais puras intenções; tornando-se um líder militar que, com sua determinação e coragem, ganha respeito em todo o Saara entre as tribos árabes
Saganne se apaixona pela jovem e bonita filha do administrador regional, Madeleine de Saint-Ilette, cujos pais se opunham à sua união. Eles garantiram que Saganne fosse enviado para o sul do Saara para mantê-lo longe da filha, onde se envolve em diversas campanhas de sucesso e vivencia uma forte solidão. Mais tarde, durante uma missão diplomática em Paris, ele teve um breve porém intenso caso com uma jornalista, Louise Tissot,  Através dela, descobre as intrigas do Partido Colonial e o universo podre da política.
Retornando à África, ele lidera uma corajosa defesa contra o temido sultão Omar, que consegue reunir as tribos árabes em números nunca antes vistos. Com uma audaz manobra, finalizada com uma carga de baioneta que desbarata o inimigo em fuga, o agora Capitão Saganne é condecorado com a Grã-Cruz da Legião de Honra. Ele volta para casa como herói nacional e se casa com a jovem Madeleine, a quem não esqueceu, mas o seu sucesso e felicidade são interrompidos pelo início da Primeira Guerra Mundial. Seus feitos heróicos levarão ao agora General Dubreuilh a nomear o forte em homenagem ao nobre herói do deserto, chamando-se dali em diante Forte Saganne.

## Elenco
Segue abaixo a tabela do elenco:
| Ator                | Personagem                |
| ------------------- | ------------------------- |
| Gérard Depardieu    | Charles Saganne           |
| Catherine Deneuve   | Louise Tissot             |
| Sophie Marceau      | Madeleine de Saint-Ilette |
| Philippe Noiret     | Dubreuilh                 |
| Salah Teskouk       | Embarek                   |
| Michel Duchaussoy   | Baculard                  |
| Roger Dumas         | Vulpi                     |
| Jean-Louis Richard  | Flammarin                 |
| Jean-Laurent Cochet | Bertozza                  |
| Pierre Tornade      | Pai de Charles Saganne    |
| Saïd Amadis         | Amajar                    |
| Robin Renucci       | Hazan                     |
| El Kebir            | Tirailleur                |
| René Clermont       | Monsieur de Saint-Ilette  |
| Hippolyte Girardot  | Courette                  |
| Sophie Grimaldi     | Madame de Saint-Ilette    |
| Florent Pagny       | Lucien                    |

## Produção
Fort Saganne na época o filme de maior orçamento da França. Um verdadeiro forte foi construído no Passo de Amogjar, na pista de Chinguetti, na Mauritânia, para fins de filmagem. O filme explora o período de colonização francesa e as diferentes visões e povos envolvidos. A história sobre um construtor do império no Saara nos primeiros anos do século XX, é baseado nas façanhas da vida real do avô do autor Louis Gardel, e o filme foi elogiado pela sua reconstrução em grande escala de um tempo, lugar e mentalidade. Alguns anos após seu lançamento nos cinemas, o filme foi transmitido várias noites na televisão francesa no canal Antenne 2 na forma de uma minissérie, incluindo um certo número de cenas adicionais. Romy Schneider deveria originalmente interpretar Louise, mas, com a morte da atriz em maio de 1982, o papel foi para Catherine Deneuve. Robert Enrico, inicialmente escalado para dirigir, retirou-se do projeto após a morte de Schneider e foi, por sua vez, substituído por Alain Corneau. O filme foi mais uma atuação entre as estrelas Gérard Depardieu e Catherine Deneuve, assim como O Último Metrô (1980), Potiche (2010) e Bonne Pomme (2017). Os dois sempre tiveram um ótimo relacionamento, com Catherine o considerando seu parceiro preferido.

## Música

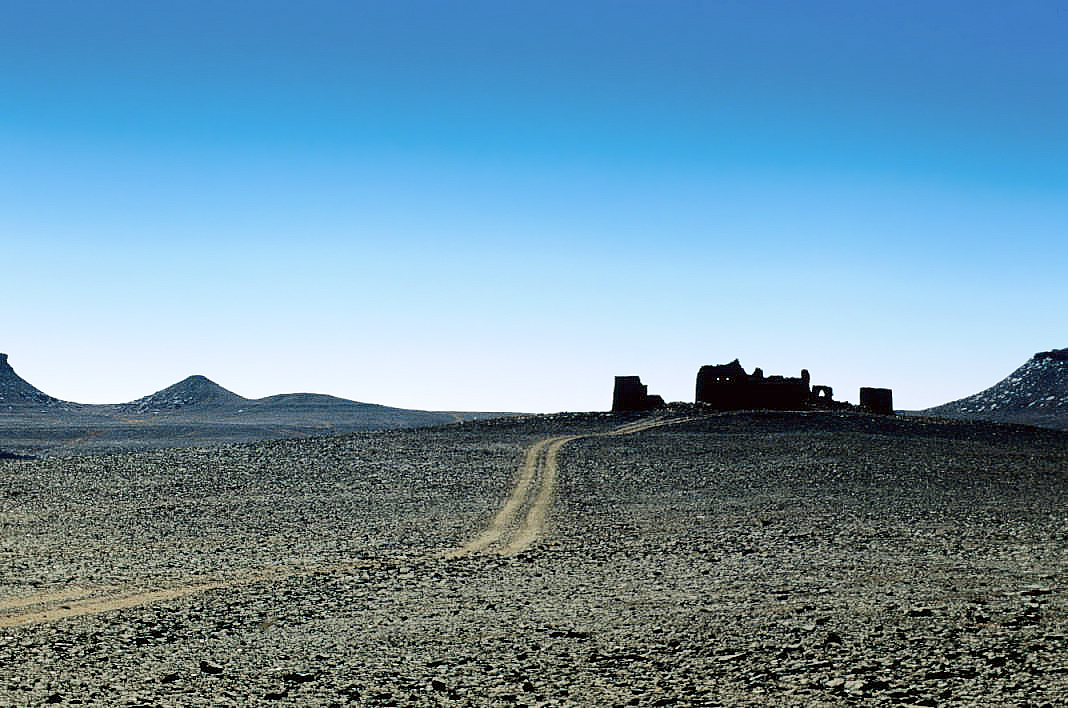
Ruínas do Forte Saganne contrastando no horizonte em Adrar, na Mauritânia.

A trilha sonora do filme foi feita por Philippe Sarde.
| N.º | Título                       | Duração |  |
| 1.  | "Fort Saganne"               | 4:57    |  |
| 2.  | "Madeleine"                  | 2:11    |  |
| 3.  | "Fantasia"                   | 2:32    |  |
| 4.  | "Colonne Dubruilh"           | 2:50    |  |
| 5.  | "Juillet"                    | 5:10    |  |
| 6.  | "Courette"                   | 2:23    |  |
| 7.  | "Déserts"                    | 3:03    |  |
| 8.  | "Romanesque"                 | 3:30    |  |
| 9.  | "Amajar"                     | 2:54    |  |
| 10. | "Je ne suis pas une enfant…" | 2:58    |  |
| 11. | "Demla"                      | 0:59    |  |
| 12. | "Pas demain… Pas demain…"    | 2:31    |  |
| 13. | "Nemchou ! Allah !"          | 2:06    |  |
| 14. | "L'erg Chech"                | 5:41    |  |